# David Ilundain Areso
David Ilundain Areso (Pamplona, 1975) és un guionista i director de cinema navarrès.
Es va llicenciar en Comunicació Audiovisual per la Universitat de Navarra. Posteriorment va ampliar estudis de Cinematografia a l'Escola Internacional de Cinema i TV de San Antonio de los Baños, l'Havana, Cuba.
Ha treballat com a ajudant de direcció i script en diferents produccions de cinema i televisió. Ha treballat com a script a les sèries de televisió El comisario (2006-2007), Física o química (2008-2010) i El secreto de Puente Viejo (2011-2018). El 2015 va dirigir el seu primer llargmetratge, B, la película, inspirada en el cas Bárcenasi per la que fou nominat a la Medalla del Cercle d'Escriptors Cinematogràfics al millor guió adaptat i al Goya al millor guió adaptat. El 2020 va dirigir el seu segon llargmetratge, Uno para todos rodat a Barcelona.

## Filmografia
- Flores (curtmetratge, 2002)
- En el frigo (curtmetratge, 2004)
- Acción-Reacción (curtmetratge, 2008)
- Ejecución (curtmetratge, 2013)
- B, la película (2015)
- Uno para todos (2020)